# NDR 2
NDR 2 est une station de radio musicale allemande appartenant au groupe Norddeutscher Rundfunk.

## Historique

### NDR 2
NDR 2 est lancée le 1er janvier 1956 en tant que station de la NWDR. Le 2 janvier 1981, la première annonce publicitaire est diffusée sur NDR 2, car auparavant, la publicité n'était pas autorisée.

### NDR 2 Plus
Entre mai 2008 à fin août 2010, sous le nom de « NDR 2 Plus », une version légèrement différente de NDR 2 est proposée, laquelle s'appuie sur le système DAB. Norddeutscher Rundfunk interromp cette diffusion en septembre 2010 puis l'offre à nouveau en juin 2011.

## Identité de la station
Le slogan de NDR 2 est : Der Sound der 80er und die beste Musik von heute. NDR 2 – Alle aktuellen Hits (« Le son des années 1980 et le meilleur de la musique d'aujourd'hui. NDR 2 - Tous les hits actuels »).

## Personnel de la station
Contrairement aux premiers jours de NDR 2, l'antenne est confiée à des animateurs ayant une expérience dans d'autres radios (par exemple Radio Schleswig-Holstein, Radio Hamburg (de), radio ffn (de), Antenne Bayern). La plupart des présentateurs sont à l'antenne pour un maximum de dix ans, le plus souvent comme pigistes de la NDR et restent dans la NDR jusqu'à 15 ans.
Les présentateurs les plus connus ayant animé sur NDR 2 sont : Lutz Ackermann (de), Jan Malte Andresen (de), Gabi Bauer, Sabine Christiansen (de), Wilken F. Dincklage, Wolfgang Hahn (de), Eva Herman, Monika Jetter (de), Reinhold Kujawa, Brigitte Rohkohl (de),  (de), Gert Timmermann (de), Carlo von Tiedemann (de).

## Programmation
NDR 2 diffuse un programme sur 24 heures pour les « adultes contemporains ». Le programme quotidien est divisé en matin, midi, après-midi et soir. Par ailleurs, le soir comprend des programmations spécifiques entre 21 heures et minuit. Tous les jours à midi, et en semaine à 17 et 19 h, il y a un bulletin d'informations de neuf minutes. Le week-end, le samedi après-midi est consacré à la Bundesliga et le dimanche matin, un talk-show, le plus souvent en direct. Jusqu'en 1991, NDR 2 diffusait la nuit les programmes à cette heure de l'ARD. Par ailleurs, lorsqu'ils ne faisaient pas toute la nuit, on diffusait aussi le programme de SWF3 (de). Depuis le 2 janvier 2011, le programme nocturne de NDR 2 est aussi diffusé sur WDR 2.
Les programmes musicaux en soirée sont consacrés au live, à l'histoire de la musique, la scène musicale allemande, musiques actuelles, rock, soul et easy. Par ailleurs, une série est aussi proposée.

## Diffusion
NDR 2 est diffusée en modulation de fréquence dans les états de la Basse-Saxe, Hambourg, le Schleswig-Holstein et le Mecklembourg-Poméranie-Occidentale.
En outre, on peut la recevoir en Europe par satellite (DVB-S) et dans le monde entier par Internet.

### Source de la traduction
- (de) Cet article est partiellement ou en totalité issu de l’article de Wikipédia en allemand intitulé « NDR 2 » (voir la liste des auteurs).